# Pour l'amour du sport
Pour plus de détails, voir Fiche technique et Distribution.
Pour l'amour du sport (titre original : Golf Widows) est un film américain muet réalisé par Erle C. Kenton, sorti en 1928.

## Fiche technique
- Titre original : Golf Widows
- Réalisation : Erle C. Kenton
- Assistant de réalisation : Eugene De Rue
- Scénario : Scott Darling
- Producteurs : Harry Cohn
- Photographie : Arthur L. Todd
- Direction artistique : Joseph C. Wright
- Durée : 56 minutes (6 bobines)
- Date de sortie : États-Unis : 1er mai 1928

## Distribution
- Vera Reynolds : Alice Anderson
- Harrison Ford : Charles Bateman
- John Patrick : Billy Gladstone
- Sally Rand : Mary Ward
- Kathleen Key : Ethel Dixon
- Vernon Dent : Ernest Ward
- Will Stanton : John Dixon
- Joe Bordeaux : rôle indéterminé

## Conservation
Des copies complètes du film sont conservées à la Cinémathèque royale de Belgique et à la Bibliothèque du Congrès.